# Hypolytrum unispicatum
Hypolytrum unispicatum là loài thực vật có hoa trong họ Cói. Loài này được Sosef & D.A.Simpson mô tả khoa học đầu tiên năm 2005.